# Machilus thunbergii
Machilus thunbergii là loài thực vật có hoa trong họ Nguyệt quế. Loài này được Siebold & Zucc. miêu tả khoa học đầu tiên năm 1846.